# واحة قفصة

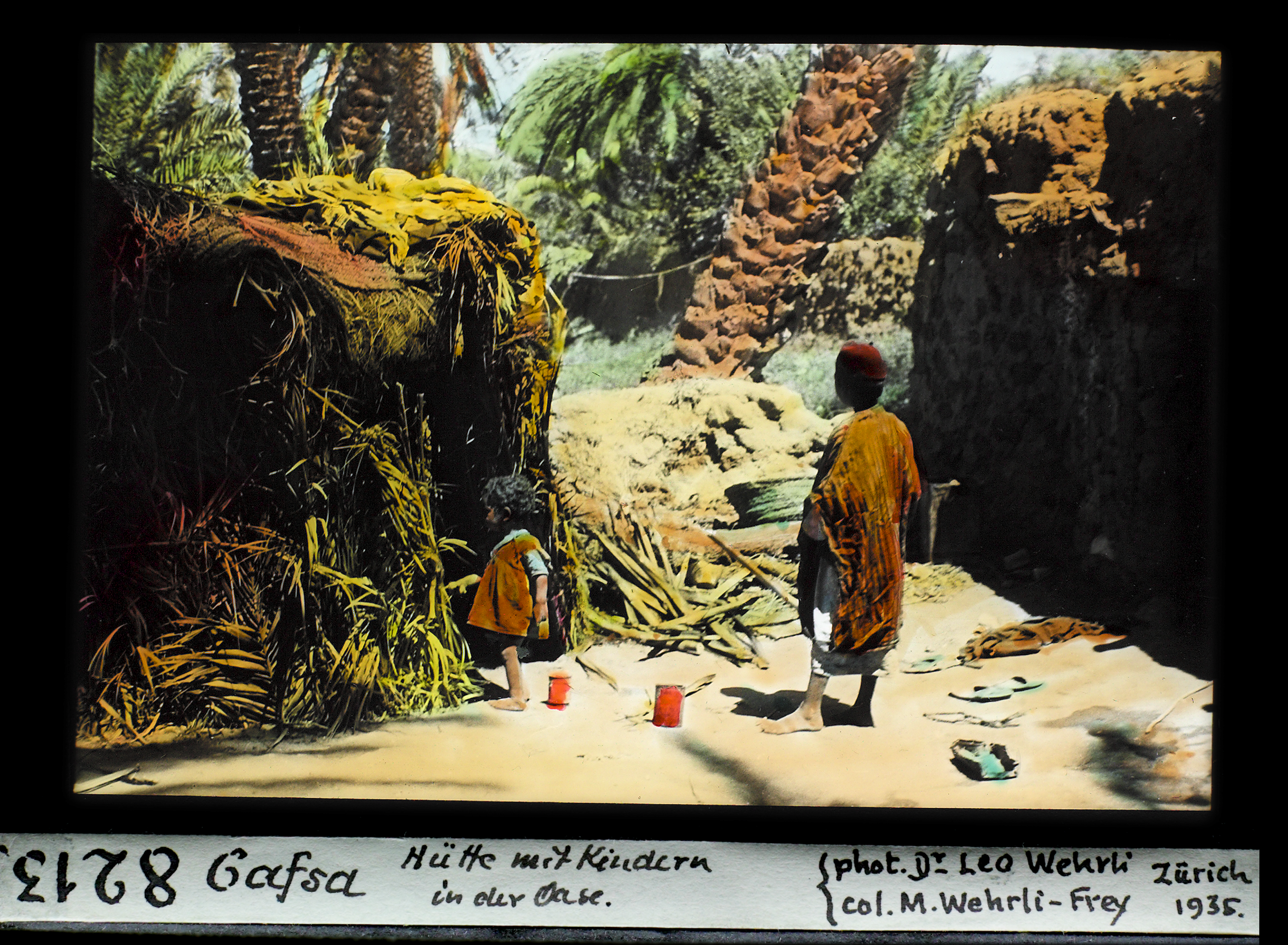
صورة ملونة باليد لواحات قفصة تونس، حوالي عام 1935

واحات قفصة (بالفرنسية: Oasis de Gafsa)‏ هي واحات النخيل في قفصة في جنوب غرب تونس، بالقرب من الحافة الشمالية للصحراء الكبرى. كانت واحات قفصة معروفة لدى الرومان القدماء وتغطي مساحة قدرها 700 هكتار تقريبا. صنفت الواحات على أنها نظام تراث زراعي ذو أهمية عالمية في عام 2011. تسمى الواحات الفردية سكدود، قصر، ولالة، قفصة، والقطار.

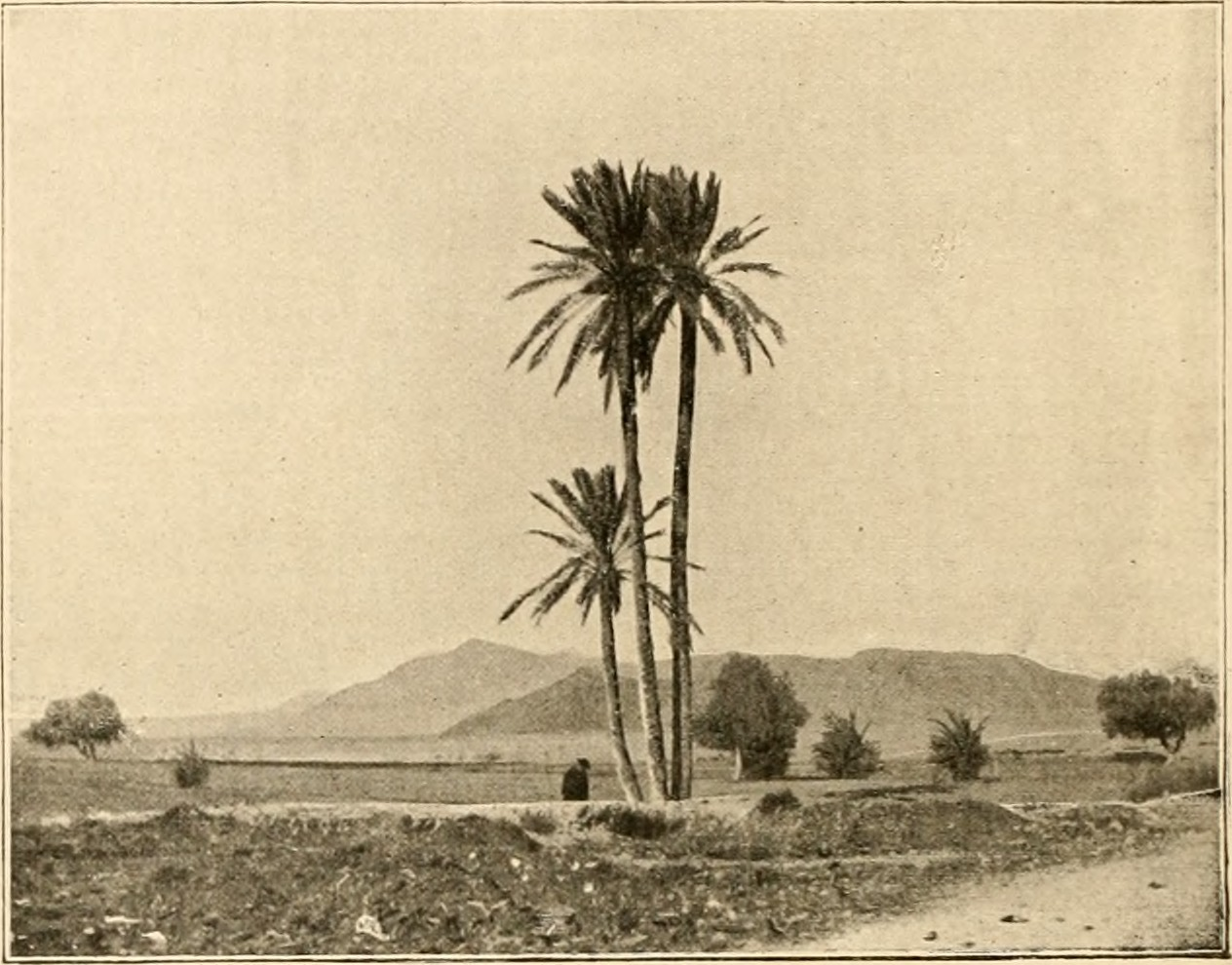
قفصة، الصورة التقطها الدكتور تيرسن؛ رسم توضيحي من رواية جول فيرن " اجتياح البحر" (1905).